# Штисель
«Штисель» (ивр. שטיסל‎) — израильский драматический телесериал режиссёра Алона Зингмана о жизни ультраортодоксальных евреев (харедим) в Иерусалиме. Всего было показано три сезона, из которых два первых состоят из 12 эпизодов, а третий из 9. Премьера сериала состоялась 29 июня 2013 года на израильском телеканале Yes Oh, а в 2018 году сериал вышел также на стриминг-сервисе Netflix.

## В ролях
| Актёр                 | Роль                  |
| --------------------- | --------------------- |
| Дов Гликман           | Шулем Штисель         |
| Михаэль Алони         | Акива Штисель         |
| Нета Рискин           | Гити Вайс             |
| Шира Хаас             | Рухами Вайс           |
| Сарель Питерман       | Цви Арье Штисель      |
| Зохар Штраусс         | Липпе Вайс            |
| Мун Шавит             | Эсти Готлиб           |
| Орли Зильбершац Банай | Ализа Гвили           |
| Айелет Зорер          | Элишева Ротштейн      |
| Сассон Габай          | Нухем Штисель         |
| Галь Фишель           | Йосале Вайс           |
| Ори Иловиц            | Хаимке Вайс           |
| Хадас Ярон            | Либби Штисель         |
| Элиана Шехтер         | Тови Штисель          |
| Даниэлла Кертес       | Рахели Варбург        |
| Хана Ривер            | Малка Штисель 1 сезон |
| Лея Кениг             | Малка Штисель 2 сезон |
| Йоав Ротман           | Ханина Тоник          |
| Нафтали Альтер        | Изи Кауфман           |
| Ирит Альтер           | Двора Штисель         |
| Мики Кам              | Нехама Йоктан         |
| Рут Геллер            | Шошана Эрблих         |
| Йоав Садиан           | Израэль Ротштейн      |
| Авраам Мор            | Кенигсберг            |
| Хана Ласло            | Менуха Кенигсберг     |
| Риф Неэман            | Шира Леви             |
| Бар Мисочник          | Шира Левинзон         |
| Ница Шауль            | Эдна Хешин            |
| Авраам Лейб Бурштейн  | Аншин                 |
| Майя Марон            | Хадасса Леви          |
| Ирит Шелег            | Рента Байфус          |
| Саша Агронов          | Саша                  |
| Натали Берман         | Батья                 |

## Список эпизодов

### 1 сезон (2013)
| № в сериале | № в сезоне | Название                           | Дата премьеры    |
| --- | ---------- | ---------------------------------- | ---------------- |
| 1 | 1          | Everybody Are Looking for Love     | 29 июня 2013     |
| Шулем Штисель хочет, чтобы его младший сын Акива женился как можно скорее. Акива знакомится с Элишевой Ротштейн, матерью одного из своих учеников, дважды вдовой. Липпе Вайс уезжает работать в Аргентину, и его жена Гити тяжело переживает его отъезд. Цви Арье решает проблемы в собственной семье. |            |                                    |                  |
| 2 | 2          | Elisheva Agrees to Meet Akiva      | 6 июля 2013      |
| Элишева отвергает Акиву, и он соглашается встретиться с Эсти Готлиб. Шулем вспоминает свою покойную жену Двору. Гити пытается найти работу в нерелигиозном районе Иерусалима. |            |                                    |                  |
| 3 | 3          | Shulem Pushes Akiva to Get Engaged | 13 июля 2013     |
| Шулем пытается убедить Акиву обручиться с кем угодно как можно скорее. Акива соглашается на помолвку с Эсти. |            |                                    |                  |
| 4 | 4          | Giti and Akiva Find Jobs           | 20 июля 2013     |
| Гити становится домработницей в нерелигиозной семье. Акива — помощником известного художника. Бабушка Малка устраивает вечеринку по случаю годовщины своей свадьбы. Цви Арье пытается поймать мышь, которая завелась у него дома.                                                                      |            |                                    |                  |
| 5 | 5          | Akiva Hesitates                    | 27 июля 2013     |
| Все дети Шулема волнуются, что отец останется один после свадьбы Акивы. Акива начинает сомневаться в своём решении жениться на Эсти. |            |                                    |                  |
| 6 | 6          | Shulem Feels Guilt                 | 3 августа 2013   |
| Акива ссорится с Шулемом и ищет новое жильё. Дети Липпе и Гити скучают по отцу. |            |                                    |                  |
| 7 | 7          | Akiva's Portrait                   | 10 августа 2013  |
| Шулему урезают зарплату. На Гити нападает грабитель. Акива пишет автопортрет и узнаёт кое-что новое о себе. |            |                                    |                  |
| 8 | 8          | Oy No No                           | 17 августа 2013  |
| После осмотра врача Шулем боится за свою жизнь. Акива приглашает Элишеву на свидание. |            |                                    |                  |
| 9 | 9          | The Baby                           | 24 августа 2013  |
| Дочь Шулема Рахели, вышедшая замуж за хасида, подаёт на отца в раввинский суд за неисполнение родительских обязанностей. Шулем и Акива отправляются к ней домой. |            |                                    |                  |
| 10 | 10         | The White Man                      | 31 августа 2013  |
| Шулем оказывает знаки внимания своим бывшим возлюбленным. Акива думает, что видит знаки свыше. Гити рассказывает Рухами, что Липпе планирует вернуться. |            |                                    |                  |
| 11 | 11         | Kolonia                            | 7 сентября 2013  |
| Акива и Элишева обручаются при условии, что будут откладывать свадьбу. Липпе возвращается в Иерусалим. |            |                                    |                  |
| 12 | 12         | Cry Here                           | 14 сентября 2013 |
| Гити уезжает из дома и узнаёт, что беременна. Шулем уговаривает Элишеву уехать, и она разрывает помолвку с Акивой. Малка падает с лестницы в доме престарелых. |            |                                    |                  |

### 2 сезон (2015—2016)
| № в сериале | № в сезоне | Название                       | Дата премьеры   |
| --- | ---------- | ------------------------------ | --------------- |
| 13 | 1          | Lemons                         | 31 октября 2015 |
| В Иерусалим приезжает брат Шулема Нухем с дочерью Либби. Малка приходит в себя. Липпе и Гити находят в газете объявление бездетной вдовы, ищущей семью, готовую за вознаграждение назвать сына в честь её мужа. |            |                                |                 |
| 14 | 2          | A Very Important Friend        | 7 ноября 2015   |
| Гити рожает сына и хочет дать ему имя по своему выбору, однако Липпе всё равно называет его Зеликом. Либби находит рисунки Акивы и убеждает его снова заняться творчеством. Шулем пытается найти Либби жениха.  |            |                                |                 |
| 15 | 3          | Shteingletz and Shutenshtein   | 14 ноября 2015  |
| Мужчина, который должен был прийти на свидание с Либби, не приходит, и она проводит время с Акивой. Гити отказывается прощать мужа. Рухами знакомится с парнем по имени Ханина.                                 |            |                                |                 |
| 16 | 4          | Mauricio                       | 21 ноября 2015  |
| Малка узнаёт ужасные новости. Гити возвращается к мужу. Шулем узнает о смерти шадхана Кенигсберга. |            |                                |                 |
| 17 | 5          | Love Pains                     | 28 ноября 2015  |
| Рухами выходит замуж за Ханину. Гити уговаривает её развестись и вернуться домой. Акива получает премию, но Шулем этому не рад.                                                                                 |            |                                |                 |
| 18 | 6          | Snow                           | 5 декабря 2015  |
| Шулем обручается с Менухой, вдовой Кенигсберга. Акива пишет любовное письмо Либби в Антверпен. |            |                                |                 |
| 19 | 7          | The Lost Children's Good Will  | 12 декабря 2015 |
| Шулем вспоминает день рождения своей покойной жены. Рухами возвращается к родителям. Акива начинает рисовать в собственной студии.                                                                              |            |                                |                 |
| 20 | 8          | Jerusalem Customs              | 19 декабря 2015 |
| Кауфман запрещает Акиве ночевать в студии. Шулем знакомит Менуху со своей матерью. Сына Гити исключают из школы.                                                                                                |            |                                |                 |
| 21 | 9          | The Consoled                   | 26 декабря 2015 |
| Гити отправляет мужа в Цфат за документами о разводе. Шулем и Нухем в трауре по матери. |            |                                |                 |
| 22 | 10         | The Tragic Symphony            | 2 января 2016   |
| Либби и Акива пытаются быть счастливыми, несмотря на угрозы Кауфмана. Нухем просит Шулема о помощи. В гости к Шулему приходит Ализа.                                                                            |            |                                |                 |
| 23 | 11         | Concealment in the Concealment | 9 января 2016   |
| Акива снова начинает рисовать, хотя Либби высказывается против этого. Йосале приводит домой собаку. Цви Арье хочет осуществить свою детскую мечту.                                                              |            |                                |                 |
| 24 | 12         | Last of the Season             | 16 января 2016  |
| Шулем и Нухем пытаются помешать Акиве рисовать. У Акивы и Либби возникают проблемы при подготовке к свадьбе. |            |                                |                 |

### 3 сезон (2020—2021)
| № в сериале | № в сезоне | Название                         | Дата премьеры   |
| --- | ---------- | -------------------------------- | --------------- |
| 25 | 1          | White Flags                      | 20 декабря 2020 |
| Акива — вдовец, воспитывает дочь Дворале и хочет снова заняться искусством. Шулем совершает ошибку, ставя под угрозу свою должность директора школы. Йосале идёт на свидание и знакомится с Широй Леви вместо Ширы Левинзон. |            |                                  |                 |
| 26 | 2          | The Bird                         | 27 декабря 2020 |
| Шулем прокладывает себе путь и вызывает неодобрение общества. Ханина пытается наладить отношения с Рухами. Акива хочет вернуть себе свои картины.                                                                            |            |                                  |                 |
| 27 | 3          | Public Telephone                 | 3 января 2021   |
| Под давлением Гити Йосале знакомится с Широй Левинзон. Акива совершает ошибку. |            |                                  |                 |
| 28 | 4          | First Smile                      | 10 января 2021  |
| Акива встречает неожиданного спасителя, который помогает его дочери. Рухами принимает трудное решение. Шулем знакомится с Нехамой.                                                                                           |            |                                  |                 |
| 29 | 5          | White                            | 17 января 2021  |
| Йосале борется со своими чувствами к обеим Ширам. Рухами и Ханина принимают одно и то же решение. |            |                                  |                 |
| 30 | 6          | Cestrum Nocturnum                | 24 января 2021  |
| Акива обнаруживает, что начинает сближаться с Рахели, и впадает в панику. Цви Арье и Тови не сходятся во мнениях. У Шулема болит сердце.                                                                                     |            |                                  |                 |
| 31 | 7          | A Long Path that is Short        | 31 января 2021  |
| Ханина беспокоится о здоровье Рухами. Акива и Рахели притворяются перед социальным работником. |            |                                  |                 |
| 32 | 8          | Mame, Mame                       | 7 февраля 2021  |
| Акива всё ещё ослеплён любовью к Либби и не обращает внимания на Рахели. Йосале возвращается к Шире Леви, и это вызывает неодобрение Гити.                                                                                   |            |                                  |                 |
| 33 | 9          | Where Does Everyone Suddenly Go? | 14 февраля 2021 |
| У Шулема разногласия с Акивой, Рахели, Нехамой и Нухемом. Рухами борется за свою жизнь и жизнь своего ребёнка. |            |                                  |                 |